# Boratův navázaný telefilm
Boratův navázaný telefilm (v anglickém originále Borat Subsequent Moviefilm: Delivery of Prodigious Bribe to American Regime for Make Benefit Once Glorious Nation of Kazakhstan, či jednoduše Borat Subsequent Moviefilm či zkráceně Borat 2) je mockumentární černá filmová komedie z roku 2020 režírovaná Jasonem Wolinerem (v jeho celovečerním režijním debutu). Ve filmu hraje Sacha Baron Cohen fiktivního kazašského novináře a televizní osobnost Borata Sagdiyeva a Maria Bakalovová jeho dceru Tutar, která má být nabídnuta jako nevěsta tehdejšímu americkému viceprezidentovi Miku Penceovi během pandemie covidu-19 a prezidentských voleb v roce 2020. Jedná se o pokračování filmu z roku 2006 Borat: Nakoukání do amerycké kultůry na obědnávku slavnoj kazašskoj národu.
Ačkoli Baron Cohen v roce 2007 prohlásil, že postavu Borata již nebude dále ztvárňovat, byl v roce 2019 spatřen v přestrojení a v polovině roku 2020 při natáčení, což vedlo ke spekulacím o druhém filmu Borat. Projekt byl oficiálně oznámen v září 2020, přičemž distribuční práva získala společnost Amazon Studios. Film měl premiéru 23. října 2020 na Amazon Prime Video. Film získal chválu kritiků za výkony Barona Cohena a Bakalovové, stejně jako za komentář k americké kultuře; vystoupení bývalého newyorského starosty Rudyho Giulianiho však bylo polarizující.
Film získal tři nominace na 78. ročníku Zlatých glóbů, vyhrál Zlatý glóbus za nejlepšího herce ve filmovém muzikálu nebo komedii pro Barona Cohena a za nejlepší film – muzikál nebo komedii. Na 93. ročníku udílení Oscarů byl nominován na nejlepší adaptovaný scénář a nejlepší herečku ve vedlejší roli pro Bakalovovou. Bakalová byla navíc nominována na nejlepší herečku – filmový muzikál nebo komedii na Zlatých glóbech a získala nominace na cenu Screen Actors Guild Award a BAFTA Award. Scénář zvítězil na 73. ročníku cen Writers Guild of America Awards.
Film se zapsal do Guinnessovy knihy rekordů pro nejdelší název filmu nominovaného na Oscara.

## Děj
Po 14 letech nucených prací v gulagu za potupu, kterou své zemi způsobil během svého předchozího dobrodružství, je kazašský novinář Borat Sagdijev propuštěn prezidentem své země Nursultanem Nazarbajevem s úkolem doručit kazašského ministra kultury (a nejslavnějšího kazašského pornoherce) opičáka Johnnyho prezidentu Donaldu Trumpovi ve snaze o očištění jména národa. Jelikož se Borat nemůže dostat do Trumpovy blízkosti poté, co v předchozím filmu vykonával potřebu na pozemku Trump International Hotel and Tower, rozhodne se opičáka předat viceprezidentu Miku Penceovi. Před odjezdem zjistí, že jeho úhlavní nepřítel a soused Nursultan Tuljakbaj mu ukradl rodinu i domov a že má 15letou dceru Tutar, která žije v jeho stodole.
Borat se oklikou po světě na nákladní lodi dostává do přístavního města Galveston v Texasu, kde zjišťuje, že je celebritou. Ve snaze zachovat si anonymitu si Borat zakoupí několik převleků. Koupí si mobilní telefon a vyzvedne si Johnnyho, ale zjistí, že Tutar je v Johnnyho přepravní bedně a snědla ho. Zděšený Borat pošle fax Nazarbajevovi, který mu sdělí, že musí najít způsob, jak uspokojit Pence, jinak bude popraven. Borat se rozhodne dát Penceovi Tutar.
Tutar projde proměnou vzhledu a Borat ji představí na debutantském plese. Během tance otce s dcerou je na plese výrazně vidět její menstruační krev. Když Borat zjistí, že je Pence poblíž na konferenci CPAC, převlékne se za Trumpa a pokusí se mu tam Tutar předat, ale ochranka ho vyvede. Nazarbajev je rozzuřený a nařídí Boratovi, aby se vrátil do Kazachstánu k popravě. Když si uvědomí, že stále může Tutar předat někomu blízkému Trumpovi, Tutar navrhne, aby ji dal Rudymu Giulianimu.
Jelikož se Giuliani chlubil románkem s plnoštíhlou ženou, Borat přivede Tutar k plastickému chirurgovi, který doporučí prsní implantáty. Zatímco Borat pracuje v holičství, aby vydělal dostatek peněz na operaci prsou, nakrátko zanechá Tutar s chůvou, která je zmatená Boratovým sexistickým učením. Chůva informuje Tutar, že věci, které ji její kultura naučila, jsou lži. Poté, co Tutar vidí ženu řídit auto a úspěšně se poprvé sama uspokojí, rozhodne se nepodstoupit operaci a vyčítá Boratovi, že ji celý život utlačoval. Než odejde, řekne mu, že holokaust, "největší úspěch" jejich země, je lež, přičemž cituje facebookovou stránku popírající holokaust.
Otřesený Borat se rozhodne spáchat sebevraždu tím, že půjde do nejbližší synagogy převlečený za svou verzi stereotypního Žida a počká na další masovou střelbu, ale je šokován, když tam najde přeživší holokaustu, kteří se k němu chovají laskavě a k jeho antisemitské radosti ho ujišťují, že holokaust se skutečně stal. Rozradostněný Borat hledá Tutar, ale zjistí, že ulice jsou vylidněné kvůli pandemii COVID-19. Karanténu tráví se dvěma stoupenci konspiračních teorií QAnon, kteří mu nabídnou pomoc při hledání Tutar. Najdou Tutar online, která se stala reportérkou a bude informovat o shromáždění Pochod za naše práva v Olympii ve státě Washington.
Na shromáždění muži apelují na Tutar a říkají jí, že její otec bude zabit, pokud nepomůže. Ona souhlasí a domluví rozhovor, aby svedla Giulianiho bez otcovy účasti. Borat mluví s její chůvou a dochází k prozření, když si uvědomí, že Tutar miluje. Po rozhovoru Giuliani a Tutar odcházejí do ložnice, než Borat zasáhne a pokusí se Giulianimu osobně nabídnout sexuální služby. Borat se rozhodne čelit popravě v Kazachstánu a Tutar slíbí, že půjde s ním.
Borat je šokován, když zjistí, že nebude popraven, protože byl místo toho Nazarbajevem použit jako odveta za to, že udělal z Kazachstánu terč posměchu. Před odjezdem do Spojených států kazašští představitelé infikovali Borata virem SARS-CoV-2 pomocí injekce "cikánských slz", čímž se stal pacientem nula pandemie COVID-19. Během cesty po světě pokračoval v šíření viru. Borat použije nahrávku pořízenou na začátku své cesty, aby přesvědčil Nazarbajeva, že jeho přiznání bylo nahráno a posláno Brianovi, muži, který Boratovi prodal telefon a o němž Borat tvrdí, že je americkým ministrem technologií.
Borat a Tutar vydírají Nazarbajeva, aby Boratovi vrátil práci a změnil misogynní zákony Kazachstánu. O tři měsíce později jsou Tutar a Borat reportérským týmem a Kazachstán má novou tradici, která nahrazuje antisemitské tradice národa: Běh Američana. Obsahuje přehnané karikatury Trumpových příznivců a "Karen" (karikaturu bílých Američanek nejvyšší střední třídy, které jsou vnímané jako přehnaně náročné), které předstírají šíření COVID-19 a zabíjejí figurínu Anthonyho Fauciho. Film končí poselstvím, které vyzývá diváky, aby hlasovali v tehdy nadcházejících prezidentských volbách.